# The Forgotten (Star Trek)
The Forgotten is de 71e aflevering van de televisieserie Star Trek: Enterprise van 97 afleveringen in totaal. 
Seizoen drie van deze serie heeft één grote verhaallijn, die het gehele seizoen voortduurt (zie seizoen drie), met meerdere plots. Deze aflevering is dus slechts één onderdeel van dit verhaal.

## Verloop van de aflevering
De Enterprise herstelt langzaam van een zware aanval door Xindi-troepen onder het commando van Guruk Dolim (zie Azati Prime). 18 bemanningsleden van het schip zijn in deze aanval omgekomen, maar ondertussen heeft kapitein Jonathan Archer wel de kans gekregen om aan de Xindi te bewijzen dat de mensheid onschuldig is aan het in de toekomst uitroeien van het ras. In werkelijkheid blijken mysterieuze bouwers - bewoners van een transdimensionaal rijk, schuldig te zijn aan het misleiden van de Xindi, waardoor ze zijn gaan geloven dat de mensheid uitgeroeid moet worden. Archer weet Degra en Jannar te overtuigen van zijn onschuld. Echter bestaan de Xindi uit vijf verschillende rassen die allen van dezelfde planeet zijn geëvolueerd. Drie van deze rassen moeten overtuigd worden, zodat de code die een superwapen activeert, niet geactiveerd kan worden. 
Uiteindelijk krijgt Archer van Degra de coördinaten van de locatie van de Xindiraad. Ondertussen kampt Trip Tucker met een ernstig slaaptekort, waardoor dokter Phlox hem de order moet geven nachtrust te nemen. Dit stuit op diens bezwaar, omdat zich op het schip telkens calamiteiten voordoen die zijn aandacht vereisen. Uiteindelijk volgt hij de order wel op en valt in een onrustige slaap. 

## Achtergrondinformatie
- Deze aflevering van de serie heeft op IMDB een van de beste waarderingen van de gehele serie.

## Acteurs

### Hoofdrollen
- Scott Bakula als kapitein Jonathan Archer
- John Billingsley als dokter Phlox
- Jolene Blalock als overste T'Pol
- Dominic Keating als luitenant Malcolm Reed
- Anthony Montgomery als vaandrig Travis Mayweather
- Linda Park als vaandrig Hoshi Sato
- Connor Trinneer als overste Charles "Trip" Tucker III

### Gastrollen
- Randy Oglesby als Degra
- Rick Worthy als Jannar
- Bob Morrisey als Xindireptiel
- Seth MacFarlane als vaandrig Rivers

### Bijrollen

#### Bijrol met vermelding in de aftiteling
Kipleigh Brown als Taylor

#### Bijrol zonder vermelding in de aftiteling
- Adam Anello als een bemanningslid van de Enterprise
- Jorge Benevides als MACO-soldaat
- Solomon Burk junior als bemanningslid Billy
- Jason Collins als MACO-soldaat
- Henry Farnam als Damron
- Glen Hambly als een bemanningslid van de Enterprise
- Chase Kim als MACO-soldaat
- Ricky Lomax als MACO-soldaat
- Andrew MacBeth als MACO-soldaat

## Links en referenties
- The Forgotten op Memory Alpha
- (en)   The Forgotten in de Internet Movie Database